# Ja'akov Klivnov
Ja'akov Klivnov (hebrejsky: יעקב קליבנוב, žil 20. prosince 1887 – 4. listopadu 1966) byl sionistický aktivista, izraelský politik a poslanec Knesetu za stranu Všeobecní sionisté.

## Biografie
Narodil se v tehdejší Ruské říši na území dnešního Běloruska. Vystudoval střední školu na Ukrajině a právo na univerzitě v Sankt Petěrburgu. V roce 1912 získal osvědčení pro výkon profese právníka. Pracoval jako advokát. V roce 1921 přesídlil do dnešního Izraele, kde patřil mezi zakladatele města Kirjat Mockin.

## Politická dráha
V letech 1905–1910 byl členem sionistické mládežnické organizace ha-Techija. V letech 1913–1917 byl tajemníkem ruské sionistické federace. Účastnil se sionistických kongresů. V letech 1907–1920 vydával ruskojazyčné noviny.
V izraelském parlamentu zasedl poprvé už po volbách v roce 1949, do nichž šel za Všeobecné sionisty. Nastoupil jako člen do parlamentního výboru pro prozatímní ústavu, výboru House Committee a výboru pro ústavu, právo a spravedlnost. Uspěl i ve volbách v roce 1951, opět na kandidátce Všeobecných sionistů. Byl předsedou parlamentního výboru překladatelského a členem výboru pro zahraniční záležitosti a obranu a výboru pro ústavu, právo a spravedlnost. V Knesetu se objevil i po volbách v roce 1955, kdy opět kandidoval za Všeobecné sionisty. Mandát ale získal až dodatečně, v červnu 1957, jako náhradník poté co zemřel dosavadní poslanec Chajim Ari'av. Stal se členem výboru pro ústavu, právo a spravedlnost a výboru pro vzdělávání a kulturu. Ve volbách v roce 1959 mandát neobhájil.